# Neuried (bei München)
Neuried település Németországban, azon belül Bajorországban. Lakosainak száma 9038 fő (2023. december 31.). Neuried München és Planegg községekkel határos.

## Népesség
A település népessége az elmúlt években az alábbi módon változott:
| Lakosok száma | 188  | 823  | 4407 | 5848 | 8380 | 8503 | 8593 | 8659 | 8578 | 9038 |
|               | 1875 | 1950 | 1975 | 1987 | 2012 | 2014 | 2016 | 2017 | 2021 | 2023 |